# Pitons (família)
Els pitons (Pythonidae) són serps no verinoses que maten les seves preses per constricció (les abracen fins que moren per asfíxia).
Els pitons es distribueixen per Àfrica, Àsia i Austràlia. Entre els seus membres hi ha algunes de les serps més grosses del món, com la pitó reticulada. Es reconeixen actualment vuit gèneres i 26 espècies de la família Pythonidae.

## Morfologia
Les pitons tenen gran mobilitat als ossos del crani, de manera que els poden moure en diverses direccions i, fins i tot, desencaixar la mandíbula per tal d'empassar-se una presa.
Els ossos de la mandíbula inferior estan units al crani per uns ossos curts, semblants a un lligament i amb la consistència d'una goma elàstica, de manera que els permet obrir molt la mandíbula sense que es trenqui.
Els ofidis tenen les dents primes i afilades com agulles. Les pitons en tenen dues fileres, que canvien cada cert temps. Les seves dents són corbades per tal de poder subjectar les seves preses.
L'esquelet de les pitons està format de fins a 400 vèrtebres, que van des del crani fins a la cua. Aquestes costelles formen un tub que protegeix els òrgans, que són allargats, i es disposen un rere l'altre per adaptar-se millor al cos de les serps.
Les pitons tenen el cos ple d'escames, disposades en fileres que se superposen les unes sobre les altres com si fossin les teules d'una teulada. Les escames del dors són més petites que la resta, per facilitar la mobilitat. Canvien la pell d'una sola peça, inclosa la parts dura dels ulls, que els protegeix perquè no tenen parpelles.

## Òrgans dels sentits
Les pitons tenen els mateixos sentits que nosaltres: vista, oïda, olfacte gust i tacte, però no funcionen igual que els nostres.
La vista: a les serps és molt pobre. Només distingeixen entre llum i foscor. Si tenen la nineta allargada poden veure millor de nit.
L'oïda: les pitons no senten perquè no tenen orelles externes, però poden captar les vibracions que fan altres animals quan es mouen gràcies que la mandíbula, en contacte amb el terra, nota aquestes vibracions i les fa arribar a l'orella interna.
L'olfacte: les pitons detecten les olors pels orificis nasals i també pels òrgans de Jacobson. Aquests estan situats al paladar; quan la serp passa la seva llengua bífida per aquests pot identificar les olors que aquesta ha captat de l'exterior, com per exemple de les seves preses.
Òrgans termosensibles: són uns òrgans sensibles al calor. La pitó detecta la seva presa, de sang calenta, amb aquests òrgans. Estan situats estre els ulls i les oïdes.

## Àmbit geogràfic
Es troben a l'Àfrica subsahariana, a la península de l'Índia, Myanmar, sud de la Xina, sud-est asiàtic i del sud-est de les Filipines fins a Indonèsia, Nova Guinea i Austràlia.
Als Estats Units s'han introduït poblacions de pitons de Birmània, Python molurus bivittatus, i allà són una espècie invasora en el Parc Nacional Everglades de Florida des de `finals de la dècada de 1990.
Els seus orígens evolutius rauen en l'antic supercontinent de Gondwana.

## Conservació
Moltes espècies han estat caçades intensament delmant sobretot la població de la pitó de l'Índia (Python molurus).

## Comportament
La majoria dels membres d'aquesta família de serps són depredadors en emboscada, i per això acostumen a estar immòbils en una posició camuflada i de sobte es llancen sobre la seva presa. Generalment no ataquen els humans si no és que se les provoca; tanmateix quan les femelles protegeixen la seva posta d'ous poden ser agressives. Els adults més grossos poden arribar a matar persones i en el cas de nens petits se'ls han arribat a empassat després d'asfixiar-los. Les informacions respecte a atacs contra éssers humans abans eren més comunes al sud i en el sud-est asiàtic, però actualment són bastant rares.

## Alimentació
La constricció es fa aplicant pressió al cos de la presa de manera que li impedeixi respirar i, per tant, mori per asfíxia. Pot ser que tanta pressió provoqui un atac cardíac per interrupció del flux de sang, però és una hipòtesi encara no confirmada.
El cor de les serps dobla la seva mida quan s'ha empassat una presa. Això pasa per facilitar la digestió, que triga dos dies a concloure.
Els gran exemplars normalment s'alimenten amb animals de la mida d'un gat, però poden menjar-se preses més grosses, com cérvols adults a l'Àsia o gaseles a l'Àfrica. La pitó s'empassa la seva presa sencera i triga de dies a setmanes en fer la digestió. Generalment no és perillosa pels humans.
La cultura popular creu que la pitó reticulada (Python reticulatus) trenca els ossos de les seves preses abans d'empassar-se-les però no és així i no hi ha deformació en la víctima i la mort és per asfíxia en impedir que es moguin les costelles per a respirar.

## Reproducció
,Les femelles ponen ous això és una diferència important amb les boes (família Boidae), la majoria de les quals són ovovivípares. Les pitons femelles incuben els seus ous fins que s'obren. En ser un animal de sang freda la calor per fer la incubació es produeix pel moviment dels muscles com una mena de tremolor que fa augmentar fins a cert grau la temperatura del cos. Mantenir una temperatura constant és vital pel desenvolupament dels embrions als ous. La pitó no menja mentre està incubant els seus ous.
La femella pitó fa un niu cavant a terra amb el cap, fins que aconsegueix un forat prou gran. Segons l'espècie de pitó, poden posar entre dos i cent ous. La serp pon un ou cada mitja hora, traient-lo força costosament per la cloaca.
Les cries triguen entre 3 i 5 mesos en trencar l'ou; ho fan gràcies a una dent especial que tenen amb aquesta finalitat: la dent d'eclosió.
Quan han sortit de l'ou, les cries mesuren uns 35 centímetres. Un cop ja han nascut, les cries són independents de la mare.

## Captivitat
Es poden trobar pitons en el mercat d'animals exòtics, en el cas d'animals grossos s'ha de tenir en compte que aquests animals són perillosos amb alguns casos de persones mortes per ells.

## Gèneres
| Gènere       | Autor del tàxon          | Espècie | Subspècie* | Nom comú                  | Àmbit geogràfic |
| ------------ | ------------------------ | ------- | ---------- | ------------------------- | --- |
| Antaresia    | Wells & Wellington, 1984 | 4       | 0          |                           | Austràlia en regions àrides i tropicals. |
| Apodora      | Kluge, 1993              | 1       | 0          | Pitó de Papua             | La majoria de Nova Guinea de Misool a Illa Fergusson . |
| Aspidites    | Peters, 1877             | 2       | 0          |                           | Austràlia excepte al sud. |
| Bothrochilus | Fitzinger, 1843          | 1       | 0          | Pitó anillada de Bismarck | Les illes de l'Arxipèlag Bismark, Papua Nova guinea, Mioko, Illa de Nova Irlanda, Tatau Illa de Nova Hannover, i Illa Nissan.                                                                                         |
| Leiopython   | Hubrecht, 1879           | 1       | 0          | Pitó d'aigua de D'Albert  | La majoria de Nova Guinea (per sota de 1200 m), incloent Salawati i Biak, Illa Normanby, Illa Mussau i unes poques illes en l'estret de Torres.                                                                       |
| Liasis       | Gray, 1842               | 3       | 2          |                           | Indonèsia Illa Sunda, Nova guinea i nord i oest d'Austràlia. |
| Morelia      | Gray, 1842               | 7       | 5          |                           | Des d'Indonèsia a les Illes Maluku, Nova Guinea, incloent l'arxipèlag Bismark i Austràlia. |
| PhytonT      | Daudin, 1803             | 7       | 4          | Pitons                    | Àfrica al sud del Sàhara (no al sud-oest de Madagascar), Bangladesh, el Pakistan, Índia, Sri Lanka, Illes Nicobar, Myanmar, Indoxina, sud de la Xina, Hong Kong, Hainan, la regió Malaia d'Indonèsia i les Filipines. |

*) No inclou les subespècies nominades.

T) Gènere tipus.

## Taxonomia
Les pitons estan més relacionades amb la família de les boes (Boidae) que a cap altra família de serps. Boulenger (1890) considerà que les pitons eren una subfamília (Pythoninae) de la família Boidae (boes).

## Galeria

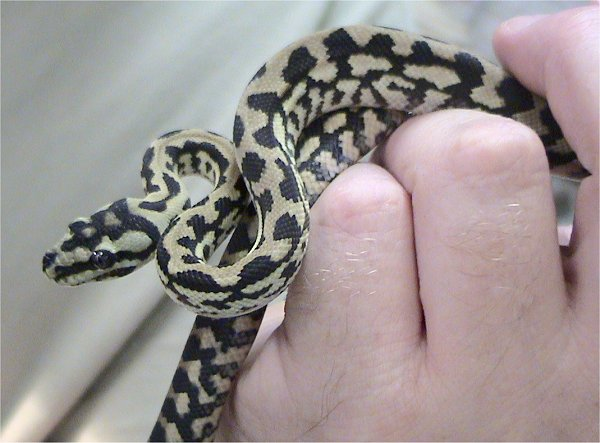
Cria de pitó, Morelia spilota
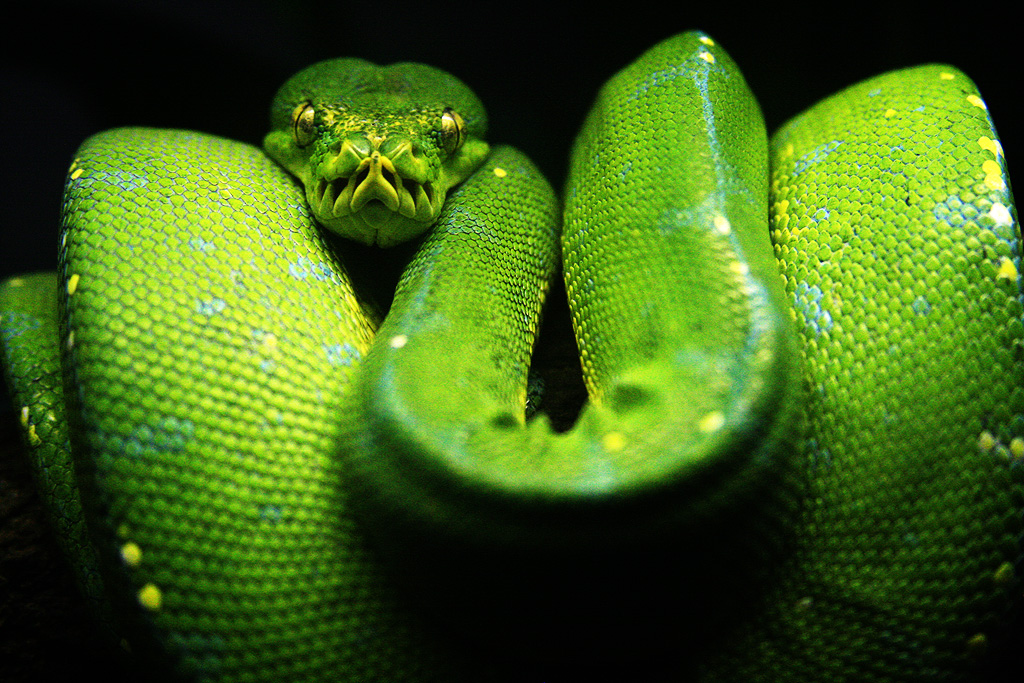
Pitó arborícola verda, Morelia viridis
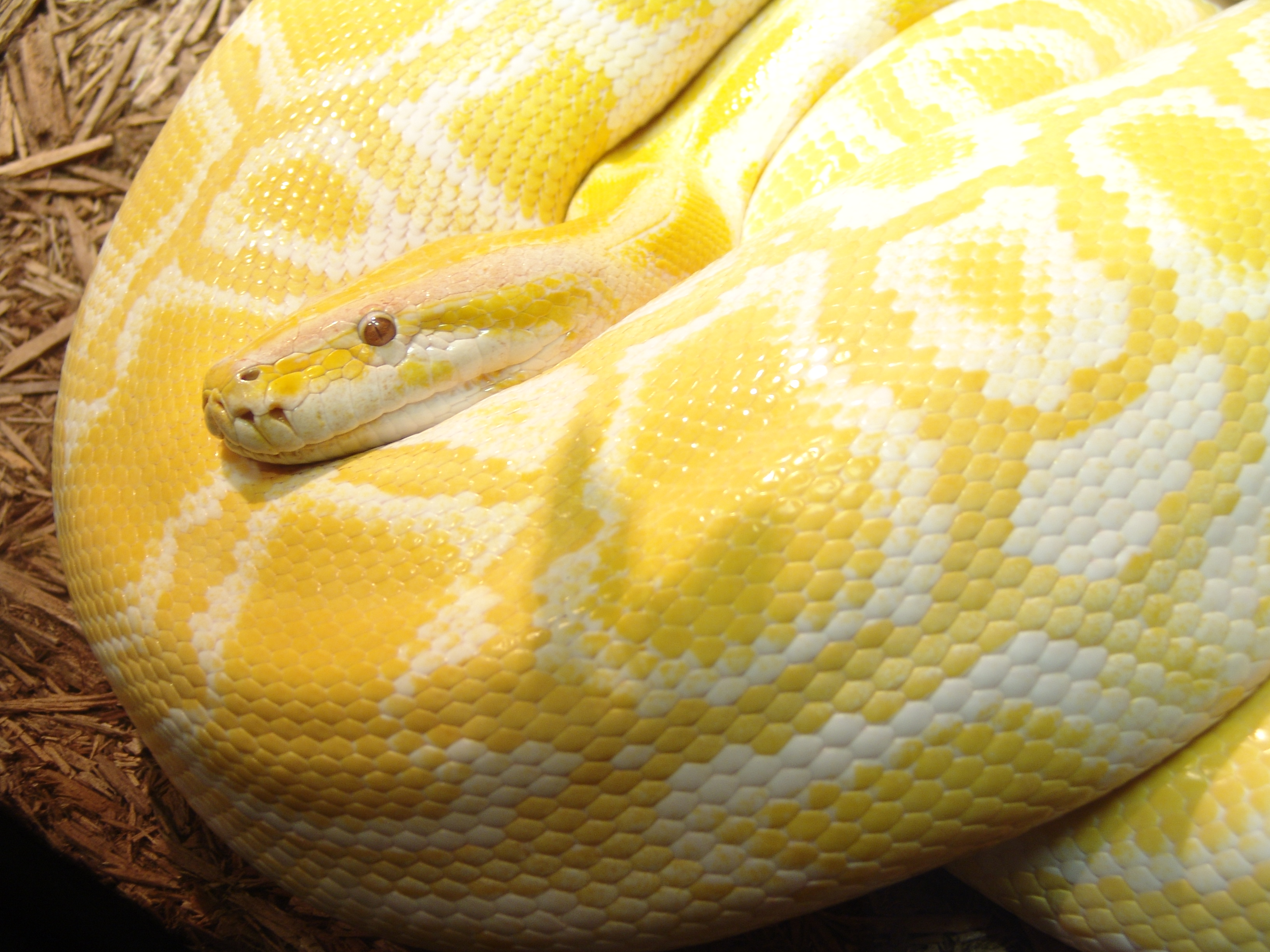
Pitó albina, Python molurus bivittatus